# بيل برادي (لاعب كرة قاعدة)
بيل برادي (بالإنجليزية: Bill Brady)‏ هو لاعب كرة قاعدة أمريكي، ولد في 18 أغسطس 1889، وتوفي في 10 أبريل 1956 في بروكلين في الولايات المتحدة.

## وصلات خارجية
- بيل برادي على موقعبيزبول رفرنس.كوم (الدوري الرئيسي) (الإنجليزية)
- بيل برادي على موقعبيزبول رفرنس.كوم (الدوري الثانوي) (الإنجليزية)